# Месілла (Нью-Мексико)
Месілла (англ. Mesilla) — місто (англ. town) в США, в окрузі Донья-Ана штату Нью-Мексико. Населення — 1797 осіб (2020).

## Географія
Месілла розташована за координатами 32°16′9″ пн. ш. 106°48′52″ зх. д. / 32.26917° пн. ш. 106.81444° зх. д. (32.269045, -106.814453).  За даними Бюро перепису населення США в 2010 році місто мало площу 17,45 км², уся площа — суходіл. В 2017 році площа становила 14,33 км², з яких 14,33 км² — суходіл та 0,00 км² — водойми.

## Демографія
Згідно з переписом 2010 року, у місті мешкало 2196 осіб у 980 домогосподарствах у складі 599 родин. Густота населення становила 126 осіб/км².  Було 1076 помешкань (62/км²).
Расовий склад населення:
| - 91,7 % — білих - 1,6 % — корінних американців - 0,6 % — чорних або афроамериканців - 0,6 % — азіатів - 2,8 % — осіб інших рас |

До двох чи більше рас належало 2,7 %. Частка іспаномовних становила 48,2 % від усіх жителів.
За віковим діапазоном населення розподілялося таким чином: 16,2 % — особи молодші 18 років, 59,9 % — особи у віці 18—64 років, 23,9 % — особи у віці 65 років та старші. Медіана віку мешканця становила 49,8 року. На 100 осіб жіночої статі у місті припадало 95,0 чоловіків;  на 100 жінок у віці від 18 років та старших — 93,6 чоловіків також старших 18 років.
Середній дохід на одне домашнє господарство  становив 69 590 доларів США (медіана — 46 000), а середній дохід на одну сім'ю — 83 425 доларів (медіана — 59 886). Медіана доходів становила 39 347 доларів для чоловіків та 32 702 долари для жінок. За межею бідності перебувало 20,9 % осіб, у тому числі 30,4 % дітей у віці до 18 років та 17,2 % осіб у віці 65 років та старших.
Цивільне працевлаштоване населення становило 1220 осіб. Основні галузі зайнятості: освіта, охорона здоров'я та соціальна допомога — 39,9 %, науковці, спеціалісти, менеджери — 11,7 %, публічна адміністрація — 11,5 %.